# Люсьен Левен
«Люсьен Левен (Красное и белое)» — незаконченный роман Стендаля, второй большой роман, над которым писатель работал в 1834—1836 годах. Вероятно, хронологически первая попытка в литературе характеристики французского общества эпохи Июльской монархии. Впервые издан в сокращенной версии Жаном де Митти в Dentu editions (1894).

## Сюжет
Люсьен Левен, сын знаменитого парижского банкира, изгнан из Политехнической школы из-за своих республиканских убеждений. С помощью отца Люсьен становится корнетом уланского полка, расквартированного в Нанси (для вымышленного города писатель использовал наименование реального Нанси). Там он встречается с Батильдой де Шастеле, молодой и богатой вдовой, легитимисткой. Люсьен влюбляется в госпожу де Шастеле, чувства Левена находят у неё ответ. Несколько местных аристократов, претенденты на руку госпожи де Шастеле, с тревогой следят за развитием её романа с Левеном, человеком, не принадлежащим к их кругу. Городской доктор Дю Пуарье вызывается разлучить Люсьена и госпожу де Шастеле. Воспользовавшись её болезнью, Дю Пуарье убеждает Левена, что Батильда якобы тайно родила ребенка от своего предыдущего любовника. Люсьен, не пытаясь более встретиться с ней, покидает Нанси и оставляет военную службу.
В Париже по настоянию отца Люсьен становится рекетмейстером личной канцелярии министра, графа де Веза. В этой должности Люсьен получает несколько ответственных поручений, в том числе связанных с выборами в провинции.
Отец Люсьена обеспокоен тем, что за его сыном закрепилась репутация «сенсимониста», что тот навлёк на себя ненависть некоторых влиятельных людей и не хочет забыть свою несчастную любовь. Он видит лишь один выход: сын должен «реабилитировать» себя романом с честолюбивой госпожой Гранде, муж которой, банкир и полковник национальной гвардии, мечтает с помощью Левена-старшего занять министерский пост. Втайне от Люсьена отец предлагает госпоже Гранде сделку: её благосклонность к Люсьену в обмен на карьеру мужа. Госпожа Гранде соглашается, движимая холодным расчётом, но потом, неожиданно для себя, влюбляется по-настоящему. Люсьен же, которому льстит внимание молодой светской красавицы, не может забыть госпожу Шастеле.
После скоропостижной смерти отца Люсьен узнаёт, что его фирма находится на грани разорения. Он отвергает предложение управляющего объявить себя банкротом и решает полностью удовлетворить всех кредиторов. Люсьен получает должность второго секретаря в посольство в Риме и отправляется к месту назначения.
Из набросков Стендаля к третьей части романа известно, что Люсьен встречается с госпожой де Шастеле и прощает её. И только после женитьбы на ней Люсьен узнаёт, что она была оклеветана.

## История создания
В ноябре 1830 года, через три месяца после Июльской революции, Стендаль покинул Францию и вернулся туда на короткое время лишь в октябре 1833 года. Тем не менее, живя за пределами родины, писатель внимательно следил за тем, что происходит в стране по газетам и журналам и, непосредственно общаясь с французскими путешественниками.
Возвращаясь из Парижа в Италию в декабре 1833 года, Стендаль увёз с собой рукопись романа своей знакомой, госпожи Готье. Писатель собирался дать своё заключение на роман, носивший название «Лейтенант». Ни стиль, ни образы героев не увлекли Стендаля, но сам сюжет — история воспитанника Политехнической школы Левена, исключённого из неё по политическим мотивам, показался писателю интересным. Стендаль решает написать свой роман, где молодой человек с республиканскими убеждениями попадает на военную службу в провинцию. Темой произведения стала проблема поиска молодым честным человеком своего пути в современном обществе. Работа над романом была начата в мае 1834 года, с февраля 1835 года Стендаль правил и окончательно отделывал первую часть — семнадцать с половиной глав. Писатель остановился в сентябре 1835 года с тем, чтобы вернуться к роману в 1836 году, когда он исправил и уточнил рукопись и набросал заметки для дальнейшей работы над романом. Вторая часть «Люсьена Левена» не была завершена, в её тексте много лакун, противоречий, отсутствует логическая связь между некоторыми главами. Третья часть не была написана — Стендаль оставил лишь наброски с дальнейшим развитием действия.
Писатель долго не мог подобрать название, связанное с содержанием романа. Одним из вариантов был «Красное и белое»: красное предположительно означает республиканскую, а белое — легитимистскую партии. Таким образом Стендаль хотел подчеркнуть политическую составляющую романа. Но с февраля 1835 года в рукописях появляется название «Люсьен Левен» — характерное для литературы того периода, — по имени главного героя.

## Роман об эпохе Июльской монархии
Произведение носит характер документального, на его страницах постоянно упоминаются недавние события: восстание 1834 года в Париже и бойня на Трансноненской улице, судебный процесс над лионскими инсургентами. Роман начинается с отчисления главного героя из Политехнической школы за участие 5 июня 1832 года в похоронах генерала Ламарка. События, в которых Левен как представитель министра играл главную роль — ранение и смерть Кортиса — провокатора на государственной службе, действительно происходили в Лионе. При создании образов героев романа Стендаль использовал облик и характеры реальных людей. Внешне Люсьен Левен похож на композитора Амбруаза Тома, отец Люсьена списан с Талейрана. В блестящей парижанке, светской львице, госпоже Гранде писатель соединил нескольких женщин — жён Ораса Верне, генерала Александра Гурьева, банкира Делессера. Генерал Сульт послужил прототипом генерала N., инспектора войсковых частей. Французский литературовед Ж. Блэн считал, что Стендаль указал прототипы всех персонажей, даже второстепенных. Однако, как в своё время отмечала Н. Г. Рудина, несмотря на то, что комментарии писателя к этому произведению достаточно обширны, они не дают ответы на все вопросы, часть его пояснений не поддается истолкованию «и по сей день» (1963 год). 
В ткань романа Стендаль ввёл и автобиографические моменты, связанные с его неразделённой любовью к Метильде Висконтини Домбровской. История с анонимными письмами, полученными Люсьеном после прибытия в Нанси, отсылает к событиям 1800 года. Сразу после Второй Итальянской кампании будущий писатель, в то время драгун, приехал в итальянский город Баньоли, где в то время располагались войска Наполеона. Судя по письму Стендаля из Баньоли сестре Полине (от 7 декабря 1800), местные жители, подстрекаемые священником, ненавидели солдат, и они подвергались настоящей опасности: «как только кто-нибудь из французов выходит за город, пули сыплются дождем».
Получение Люсьеном анонимных писем, по мнению Рудиной, также является отголоском политических реалий. В первом письме, адресованном «корнету-молокососу», Люсьену, если он не покинет город, грозят местью «Маркэна с дубинкой» — это совпадает с впечатлениями молодого Стендаля, столкнувшегося в Баньоло с ненавистью итальянских крестьян. Второе анонимное письмо ободряет молодого республиканца — в нём предрекается «день пробуждения». Это письмо подписано: «Марций, Публий, Юлий, Марк. За всех этих господ — Vindex, который убьет Маркэна». Как считает Рудина, автор здесь обращается к политическому процессу генерала Бертона, главы Сомюрского заговора, проходившему осенью 1822 года. В Пуатье (где проходил процесс) постоянно развешивались афиши, где анонимы заявляли о своих республиканских симпатиях и подписывались «Муций, Брут, Кассий…». В этих афишах выражалась поддержка Бертону и содержались угрозы прокурору Манжену (новому Фукье-Тенвилю). Имена римлян, которыми подписывались неизвестные, свидетельствовали об их верности республиканским идеалам. Писатель считает, что республиканцы двух эпох — как 1820-х, так и 1830-х годов, имели много общего — они были малочисленны, лишены настоящей опоры, их дело было так или иначе обречено на провал, но, вместе с тем, уважал их.
Главный герой — Люсьен Левен — сын богатого буржуа, при этом честный и думающий человек. Тем не менее, в отличие от Жюльена Сореля из «Красного и чёрного», он не борец. Люсьен осознаёт, что прошли героические времена, а раз так, то «нечего стараться». Однако судьбу Люсьена строят другие — в первую очередь это его влиятельный отец. В «Левене» Стендаль переносит акцент со внутреннего мира героя (как это было в  «Красном и чёрном») на окружающее его общество, достигая, по мнению А. Карельского, «бальзаковской манеры» в его отражении.